# 圣马丹迪泰特尔
圣马丹迪泰特尔（法語：Saint-Martin-du-Tertre，法語發音：[sɛ̃ maʁtɛ̃ dy tɛʁtʁ] ⓘ）是法国法兰西岛大区瓦兹河谷省的一个市镇，位于该省东北部，属于萨塞勒区。

## 地理
圣马丹迪泰特尔（49°6'24"N, 2°20'44"E）面积13.23 平方千米，位于法国法蘭西島大區瓦兹河谷省，该省份为法国北部内陆省份，北起瓦兹省，西接厄尔省，南至塞纳-圣但尼省、上塞纳省和伊夫林省，东临塞纳-马恩省。
与圣马丹迪泰特尔接壤的市镇（或旧市镇、城区）包括：瓦兹河畔阿涅尔、法兰西地区贝卢瓦、马夫利耶、瓦兹河畔努瓦西、普雷勒、维亚尔姆、维莱讷苏布瓦。
圣马丹迪泰特尔的时区为UTC+01:00、UTC+02:00（夏令时）。

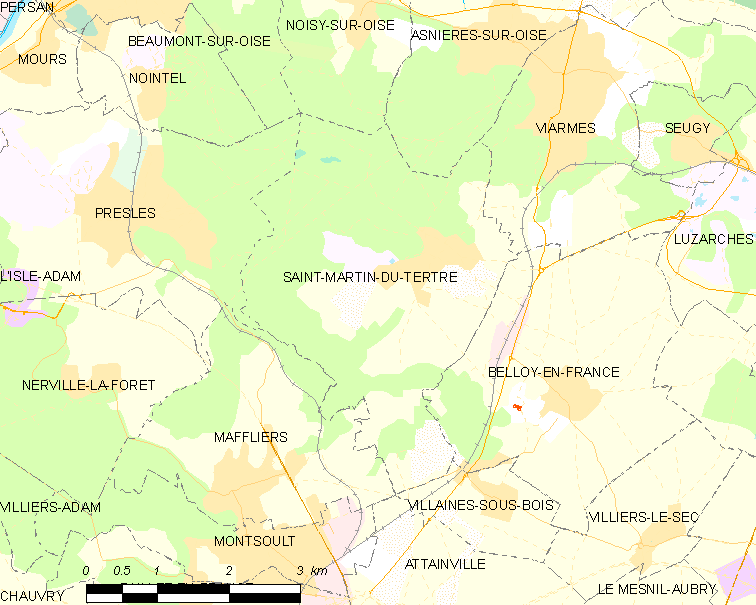
圣马丹迪泰特尔的OSM定位图

## 行政
圣马丹迪泰特尔的邮政编码为95270，INSEE市镇编码为95566。

## 政治
圣马丹迪泰特尔所属的省级选区为福斯县。

## 人口

1962-2008年间圣马丹迪泰特尔人口变化图示

圣马丹迪泰特尔于2022年1月1日时的人口数量为2662人。